# Des Moines (Iowa)
Des Moines (kiejtése angolul /dɪˈmɔɪn/, franciául [demwan]) az Amerikai Egyesült Államok Iowa államának fővárosa és egyben legnépesebb városa. A város Polk megye székhelye, ugyanakkor kis része átnyúlik Warren megyébe. A várost 1851. szeptember 22-én jegyezték be, mint „Fort Des Moines” (Des Moines erőd) melyet Des Moines-re rövidítettek 1857-ben. A város a Des Moines folyó után van elnevezve, mely a francia Rivière Des Moines – szó szerint a szerzetesek folyója – adaptációja. A város lakossága a 2000-es népszámlálásban 198 682 fő volt, agglomerációjával együtt számolt lakosságát 2007-ben 546 599-re becsülték.
Des Moines a biztosítási iparnak egyik nagy központja és méretes pénzügyi és kiadócégek bázisa is. A Forbes magazin a negyedik „Legjobb hely az üzletnek” minősítette 2007-ben. A Kiplinger's Personal Finance 2008-as Legjobb városok listája a kilencedik helyen szerepeltette a várost.
Des Moines fontos szerepet tölt be az Egyesült Államok elnöki politikájában, mivel Iowa fővárosa és így az Iowa Caucus (az iowai választmányi gyűlés) színhelye. Az Iowa Caucus az első nagy választási esemény az USA elnökének jelölésére 1972 óta, így sok elnökjelölt itt építi ki központját.
Des Moines továbbá az egyik legsikeresebb nu-metal együttes, a Slipknot származási helye.

## Fordítás
Ez a szócikk részben vagy egészben a Des Moines, Iowa című angol Wikipédia-szócikk ezen változatának fordításán alapul.  Az eredeti cikk szerkesztőit annak laptörténete sorolja fel. Ez a jelzés csupán a megfogalmazás eredetét és a szerzői jogokat jelzi, nem szolgál a cikkben szereplő információk forrásmegjelöléseként.